# Colletes desertorum
Colletes desertorum là một loài Hymenoptera trong họ Colletidae. Loài này được Kuhlmann mô tả khoa học năm 2002.